# カーヴィリ川

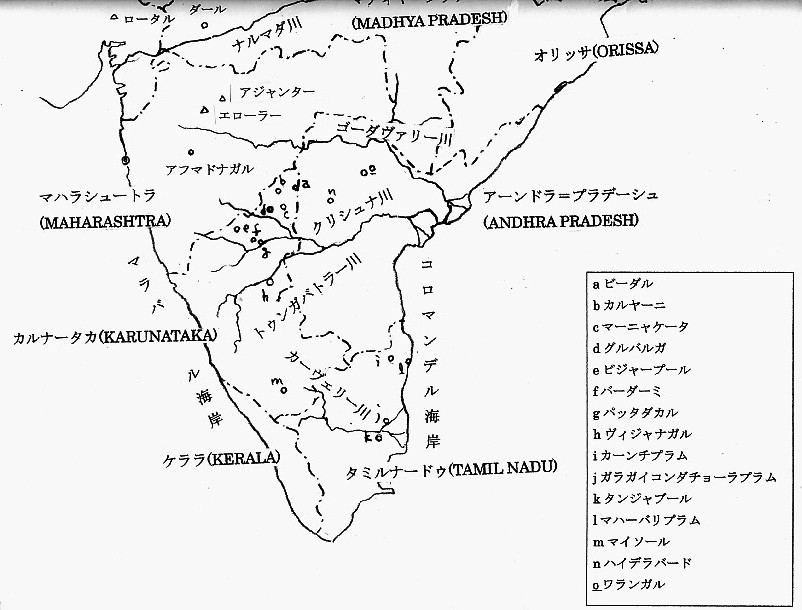
デカン、南インドの中世都市および河川

カーヴィリ川、カーベリー川（カンナダ語:ಕಾವೇರಿ ನದಿ、タミル語: காவிரி ஆறு）は、インド南部を流れる河川。ヒンドゥー教において聖なる河の一つに数えられる大河である。

## 名称
カーヴィリ川は、地方によってカーヴェーリ川（காவேரி）と表記発音されることがある。ローマ字表記では「Kaveri」の他に、「Cauvery」や「Kavery」などがある。

## 流路
カーヴィリ川は、源流から南東の方向に流れ、全長は約765kmである。カルナータカ州内の西ガーツ山脈に発し、デカン高原南部を流れてタミル・ナードゥ州を通り、ポーク海峡の北側でベンガル湾に注ぐ。

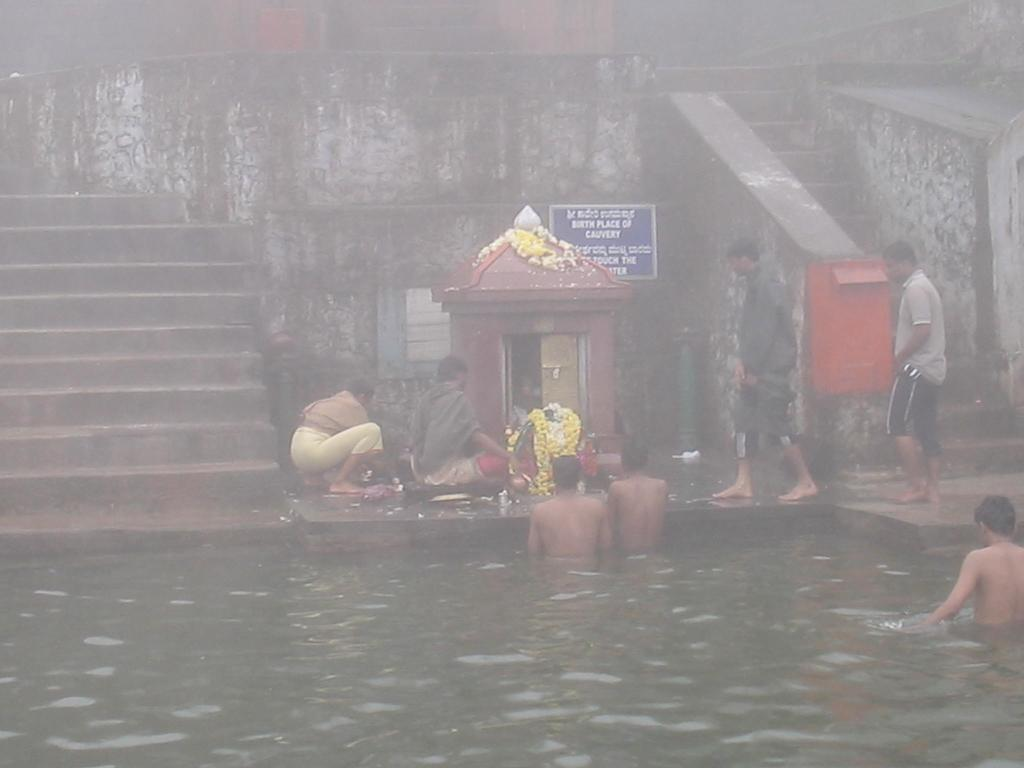
タラカヴェーリの寺院

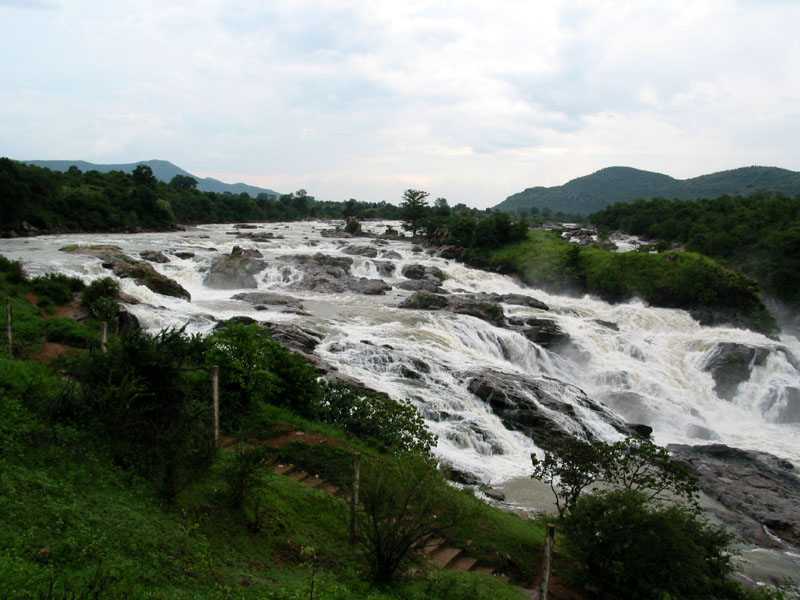
二分された流路がそれぞれ連続したシヴァナサムドラ滝を形成している（カルナータカ州）

川の源流は標高1500m程の山地で、カルナータカ州コダグ県のタラカヴェーリ付近である。タラカヴェーリは巡礼地となっており、カーヴィリ川の水源とされる位置にあるヒンドゥー教寺院には、毎日数多くの巡礼者が訪れる。この寺院では、川の水が噴水のように湧き出るとされる決まった時刻に行なわれるトゥーラ・サンクラマナという祭礼が行なわれている。また、マイスール近くのクリシュナラージャサーガラ・ダムのすぐ下流側にあるランガナティットゥ鳥類保護区はヌマワニ、ビロードカワウソ、Tor remadevii、インドトキコウ、ホシバシペリカン、クロトキなどの生息地で、2022年にラムサール条約登録地となった。
ティルッチラーッパッリを中心としたタミル・ナードゥ州中部に広がる中下流の平野は、カーヴィリ川の巨大な三角州である。古くから農業の水源となり、農産物の運輸網ともなって、川沿いには数多くの都市を発達させ、チョーラ朝、パーンディヤ朝、ホイサラ朝など南インドの諸王朝を生み出した大動脈である。
三角州地帯では、コッリダム川をはじめとした無数の分流に分岐し、ベンガル湾に至る。一帯の海岸にはフタバナヒルギとオオバヒルギの雑種またはシマシラキのマングローブ、内陸にはアラビアゴムモドキが多く生えており、シロハラサギ、ヘラシギ、カラフトアオアシシギ、ホシバシペリカン、クロトキ、ヒドリガモ、オナガガモ、アジアヘビウ、シマアジ、カラフトワシ、アフリカソウゲンワシ、インドトキコウ、ボンネットモンキー、ヒメウミガメ、インドハコスッポン、ショウナンエビ、ウシエビなどの動物が生息している。ピチャヴァラム・マングローブ、カライヴェッティ鳥類保護区、ヴァドゥヴール鳥類保護区、ウダヤマルタンダプラム鳥類保護区とカリメール岬野生生物・鳥類保護区はラムサール条約登録地である。

## 支流
非常に多くの支流を有する。主なものに、以下のような河川がある。
- シムシャ川（英語版）
- ヘーマヴァティ川（英語版）
- アルカヴァティ川（英語版）
- カピラ川 - カルナータカ州内で合流する。
- ホンヌホール川（英語版）
- ラクシュマナ・ティールタ川（英語版）
- カビニ川（英語版）
- バヴァーニ川（英語版） - タミル・ナードゥ州イーロードゥ県のバヴァーニ（英語版）付近で合流する。
- ローカパヴァーニ川
- ノイヤル川（英語版） - タミル・ナードゥ州イーロードゥ県とカルール県の県境近くにあるコドゥムディ（英語版）付近で合流する。
- アマラーヴァティ川（英語版）：タミル・ナードゥ州カルール県のカルール付近で合流する。
  - チンナール川（英語版）：カルナータカ州とタミル・ナードゥ州の州境近くにあるオーダッパッティ付近で合流する。

- コッリダム川（英語版）：タミル・ナードゥ州ティルッチラーッパッリ県のカッラナイダム（英語版）付近で分流する。
- ヴェッラール川（英語版）：タミル・ナードゥ州ティルッチラーッパッリ県のカッラナイ付近で分流する。

## 水源問題

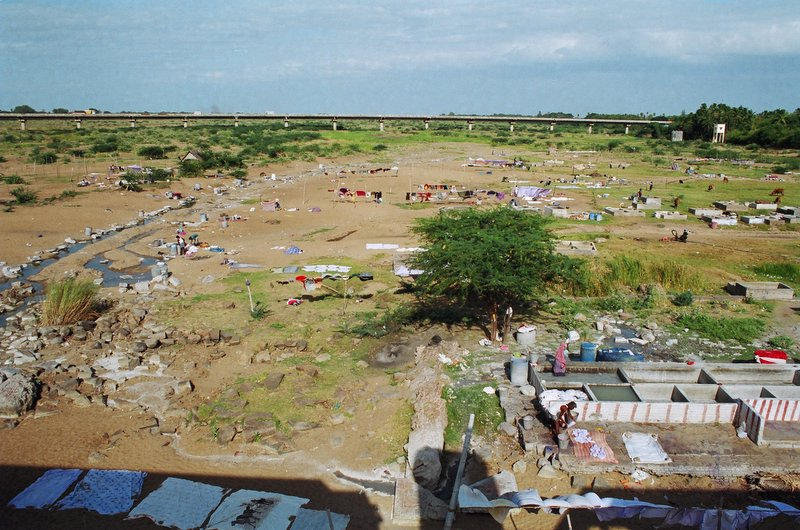
水不足に悩まされる三角州地帯

カーヴィリ川上流にはダムが建設されてカルナータカ州内の水資源として利用され、水力発電も行われている。ダム稼働以来、中下流のタミル・ナードゥ州では農業用水の水不足に悩まされ、州政府同士で常に話し合いが持たれている。モンスーンがもたらす降雨の減少により水不足は深刻化しており、タミル・ナードゥ州では中下流への配水増加を、カルナータカ州ではそれに反対するデモが起きている。